# Amolops wuyiensis
Espèce
Synonymes
- Staurois wuyiensis Liu & Hu, 1975

Statut de conservation UICN

 LC  : Préoccupation mineure
Amolops wuyiensis est une espèce d'amphibiens de la famille des Ranidae.

## Répartition
Cette espèce est endémique de République populaire de Chine. Elle se rencontre dans les provinces du Fujian, du Zhejiang et de l'Anhui,.

## Publication originale
- Liu & Hu, 1975 : Report on three new species of Amphibia from Fujian Province. Acta Zoologica Sinica, vol. 21, p. 265-271.